# No toda es vigilia la de los ojos abiertos
No toda es vigilia la de los ojos abiertos es un ensayo metafísico del escritor argentino Macedonio Fernández. El libro fue publicado en 1928 por Manuel Gleizer Editor. Ante la renuencia del escritor a publicar sus escritos, en este caso, el libro se publicó por la insistencia de Leopoldo Marechal,  Raúl Scalabrini Ortiz y Francisco Luis Bernárdez, como lo afirma el propio Macedonio Fernández en el texto inicial. El libro es el primero de los publicados por el autor.

## La obra
No toda es vigilia la de los ojos abiertos contiene distintos textos difíciles de encasillar y en los que se encuentran la especulación filosófica, la ficción, lo poético y lo metafísico. La obra está escrita con el peculiar estilo de Macedonio, en el que el lenguaje es constantemente recreado y tocado por el sentido del humor.
En la obra se pueden encontrar conceptos como la inexistencia del tiempo y espacio, lo sentido percibido (o sea sensaciones táctiles, olfativas, gustativas, etc.) definido como la totalidad del Ser, la consecuente afirmación de que nada es incognoscible para el ser humano, la no diferenciación entre vigilia y ensueño, negación sistemática de la filosofía de Kant, negación de la ley de causa y efecto, un solipsismo profundo, entre otras ideas metafísicas rigurosamente expresadas y a su vez presentadas de forma humorística.